# Ophiomyxidae
De Ophiomyxidae zijn een familie van slangsterren uit de orde Ophiurida.

## Geslachten
- Astrogymnotes H.L. Clark, 1914
- Neoplax Bell, 1884
- Ophioblenna Lütken, 1859
- Ophiobrachion Lyman, 1883
- Ophiobyrsa Lyman, 1878
- Ophiobyrsella Verrill, 1899
- Ophiocanops Koehler, 1922
- Ophiocymbium Lyman, 1880
- Ophiogeron Lyman, 1878
- Ophiohyalus Matsumoto, 1915
- Ophiohymen H.L. Clark, 1911
- Ophioleptoplax H.L. Clark, 1911
- Ophiologimus H.L. Clark, 1911
- Ophiolycus Mortensen, 1933
- Ophiomora Koehler, 1907
- Ophiomyxa Müller & Troschel, 1840
- Ophiophrixus H.L. Clark, 1915
- Ophiophrura H.L. Clark, 1911
- Ophioplexa Martynov, 2010
- Ophioprium H.L. Clark, 1915
- Ophiarachna Müller & Troschel, 1842
- Ophiarachnella Ljungman, 1872
- Ophiorupta Martynov, 2010
- Ophioschiza H.L. Clark, 1911
- Ophiosciasma Lyman, 1878
- Ophioscolex Müller & Troschel, 1842
- Ophiosmilax Matsumoto, 1915
- Ophiostiba Matsumoto, 1915
- Ophiostyracium H.L. Clark, 1911
- Ophiosyzygus H.L. Clark, 1911